# 탁발관
탁발관(拓跋觀)은 삭두부(索頭部) 선비의 수령이다. 북위 도무제에 의해 장황제(莊皇帝)로 추존되었다.